# Mitmita

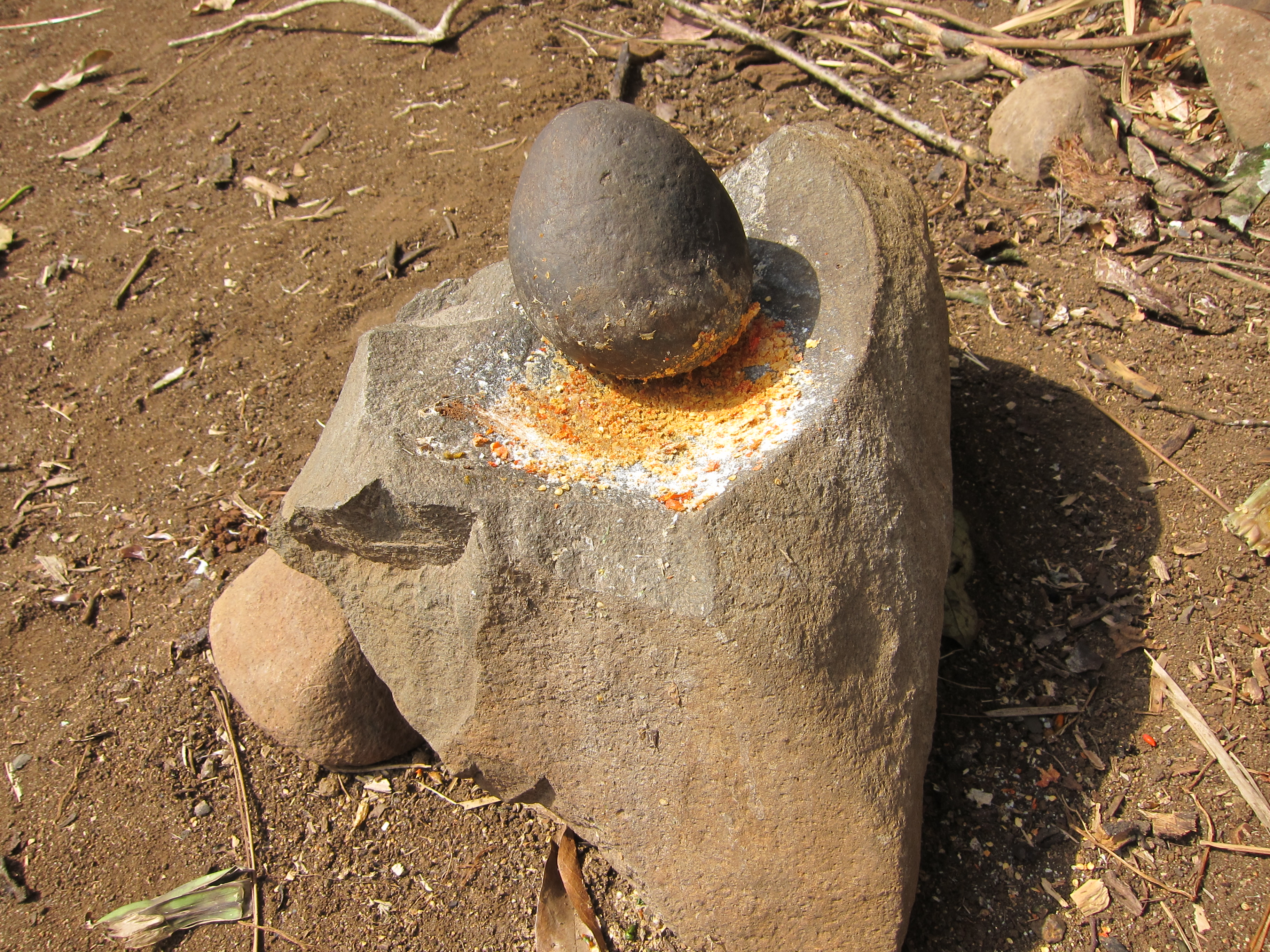
Fijn wrijven en vermengen van de specerijen in een traditionele vijzel

Mitmita is een pittig specerijenmengsel uit de Ethiopische keuken. Het bestaat vooral uit piripiri, kardemom, kruidnagel en zout. Soms worden nog andere kruiden toegevoegd zoals kaneel, komijn en gember. Het poeder is oranjerood van kleur.
Met het mengsel kruidt men de rauwe rundvleesschotel kitfo en het wordt gestrooid over ful medames, een veel gegeten tuinbonenschotel. Mitmita vindt ook toepassing in gerechten zoals wat. 